# Wereldkampioenschap superbike van Johor 1993
Het wereldkampioenschap superbike van Johor 1993 was de achtste ronde van het wereldkampioenschap superbike 1993. De races werden verreden op 22 augustus 1993 op het Johor Circuit nabij Pasir Gudang, Maleisië.

## Race 1
| Pos | Nr | Rijder               | Constructeur | Rondes | Tijd        | Grid | Punten |
| --- | -- | -------------------- | ------------ | ------ | ----------- | ---- | ------ |
| 1   | 4  | Carl Fogarty         | Ducati       | 25     | 38:14.210   | 1    | 20     |
| 2   | 11 | Scott Russell        | Kawasaki     | 25     | +3.460      | 2    | 17     |
| 3   | 5  | Fabrizio Pirovano    | Yamaha       | 25     | +12.150     | 7    | 15     |
| 4   | 6  | Aaron Slight         | Kawasaki     | 25     | +12.240     | 4    | 13     |
| 5   | 7  | Stéphane Mertens     | Ducati       | 25     | +28.520     | 6    | 11     |
| 6   | 10 | Piergiorgio Bontempi | Kawasaki     | 25     | +28.790     | 5    | 10     |
| 7   | 34 | Mauro Lucchiari      | Ducati       | 25     | +33.910     | 8    | 9      |
| 8   | 14 | Christer Lindholm    | Yamaha       | 25     | +43.530     | 15   | 8      |
| 9   | 27 | Fred Merkel          | Ducati       | 25     | +48.690     | 11   | 7      |
| 10  | 23 | Fabrizio Furlan      | Kawasaki     | 25     | +1:00.460   | 9    | 6      |
| 11  | 53 | Benn Archibald       | Yamaha       | 25     | +1:06.990   | 14   | 5      |
| 12  | 86 | Jean-Marc Delétang   | Yamaha       | 25     | +1:16.930   | 21   | 4      |
| 13  | 77 | Ken Watson           | Kawasaki     | 25     | +1:18.280   | 18   | 3      |
| 14  | 88 | Cletus Adi Haslam    | Kawasaki     | 24     | +1 ronde    | 23   | 2      |
| 15  | 99 | Trevor Jordan        | Kawasaki     | 19     | +6 ronden   | 16   | 1      |
| DNF | 37 | Hervé Moineau        | Suzuki       | 20     | Uitgevallen | 17   |        |
| DNF | 70 | Aldeo Presciutti     | Ducati       | 19     | Uitgevallen | 19   |        |
| DNF | 9  | Giancarlo Falappa    | Ducati       | 18     | Uitgevallen | 3    |        |
| DNF | 3  | Rob Phillis          | Kawasaki     | 17     | Uitgevallen | 10   |        |
| DNF | 35 | Mark Farmer          | Kawasaki     | 9      | Uitgevallen | 13   |        |
| DNF | 20 | Jeffry de Vries      | Yamaha       | 8      | Uitgevallen | 20   |        |
| DNF | 32 | Terry Rymer          | Yamaha       | 7      | Uitgevallen | 12   |        |
| DNF | 52 | Christopher Haldane  | Yamaha       | 2      | Uitgevallen | 22   |        |

## Race 2
| Pos | Nr | Rijder               | Constructeur | Rondes | Tijd         | Grid | Punten |
| --- | -- | -------------------- | ------------ | ------ | ------------ | ---- | ------ |
| 1   | 4  | Carl Fogarty         | Ducati       | 25     | 37:56.600    | 1    | 20     |
| 2   | 11 | Scott Russell        | Kawasaki     | 25     | +1.690       | 2    | 17     |
| 3   | 5  | Fabrizio Pirovano    | Yamaha       | 25     | +34.970      | 7    | 15     |
| 4   | 10 | Piergiorgio Bontempi | Kawasaki     | 25     | +35.780      | 5    | 13     |
| 5   | 7  | Stéphane Mertens     | Ducati       | 25     | +35.920      | 6    | 11     |
| 6   | 6  | Aaron Slight         | Kawasaki     | 25     | +38.720      | 4    | 10     |
| 7   | 3  | Rob Phillis          | Kawasaki     | 25     | +49.590      | 10   | 9      |
| 8   | 32 | Terry Rymer          | Yamaha       | 25     | +56.120      | 12   | 8      |
| 9   | 34 | Mauro Lucchiari      | Ducati       | 25     | +57.250      | 8    | 7      |
| 10  | 14 | Christer Lindholm    | Yamaha       | 25     | +1:02.450    | 15   | 6      |
| 11  | 37 | Hervé Moineau        | Suzuki       | 25     | +1:08.930    | 17   | 5      |
| 12  | 20 | Jeffry de Vries      | Yamaha       | 25     | +1:12.690    | 20   | 4      |
| 13  | 86 | Jean-Marc Delétang   | Yamaha       | 25     | +1:13.380    | 21   | 3      |
| 14  | 99 | Trevor Jordan        | Kawasaki     | 25     | +1:13.460    | 16   | 2      |
| 15  | 53 | Benn Archibald       | Yamaha       | 25     | +1:26.060    | 14   | 1      |
| 16  | 70 | Aldeo Presciutti     | Ducati       | 24     | +1 ronde     | 19   |        |
| 17  | 88 | Cletus Adi Haslam    | Kawasaki     | 24     | +1 ronde     | 23   |        |
| 18  | 77 | Ken Watson           | Kawasaki     | 24     | +1 ronde     | 18   |        |
| DNF | 9  | Giancarlo Falappa    | Ducati       | 14     | Uitgevallen  | 3    |        |
| DNF | 52 | Christopher Haldane  | Yamaha       | 8      | Uitgevallen  | 22   |        |
| DNF | 27 | Fred Merkel          | Ducati       | 2      | Uitgevallen  | 11   |        |
| DNF | 23 | Fabrizio Furlan      | Kawasaki     | 1      | Uitgevallen  | 9    |        |
| DNS | 35 | Mark Farmer          | Kawasaki     | 0      | Niet gestart | 13   |        |

## Tussenstanden na wedstrijd
| Pos | Nr | Rijder            | Team     | Punten |
| --- | -- | ----------------- | -------- | ------ |
| 1   | 11 | Scott Russell     | Kawasaki | 231,5  |
| 2   | 4  | Carl Fogarty      | Ducati   | 226,5  |
| 3   | 9  | Giancarlo Falappa | Ducati   | 178    |
| 4   | 6  | Aaron Slight      | Kawasaki | 173    |
| 5   | 5  | Fabrizio Pirovano | Yamaha   | 169    |

1992 · 1993